# Млинок (приток Десны)
Млинок (укр. Млинок) — правый приток Десны, протекающий по Менскому району (Черниговская область, Украина).

## География
Длина — 4 км. Бассейн — км². 
Русло извилистое. Примыкает сеть каналов, а река служит водоприемников. Магистральный канал тянется от села Стольное к истокам река.  
Река берёт начало южнее села Гусавка (Менский район). Река течёт на запад и юго-запад. Впадает в Десну (на 264-м км от устья) южнее села Локнистое (Менский район).
Пойма частично занята заболоченными участками с лугами, крайне мало кустарников и лесов (лесополос).
Притоки:
1. Красиловка (правая)

Яновского. Річка  в  Черніг. обл.,  прит.  Красилівки  (бас.  Дніпра).  Тече  тер.  Менського  р-ну - с. 968 
Населённые пункты на реке отсутствуют.